# Потанино (Омская область)
Потанино — исчезнувшая деревня в Калачинском районе Омской области России. Располагалась на территории современного Воскресенского сельского поселения. Упразднена в 1980-е г.

## География
Располагалась в 10 км к северо-западу от деревни Куликово, на правом берегу р. Омь.

## История
Основана в 1892 году. В 1928 г. село Потанино состояло из 176 хозяйств. Центр Потанинского сельсовета Калачинский район Омского округа Сибирского края.

## Население
В 1926 г. в селе проживало 960 человек (481 мужчина и 479 женщин), основное население — русские.